# Pelle Svanslös
Pelle Svanslös – szwedzki film animowany w reżyserii Jana Gissberga oraz Stiga Lasseby’ego. Film został oparty na serii książek Gösty Knutssona. W 1985 roku powstał sequel zatytułowany Peter-No-Tail in Americat.

## Obsada (głosy)
- Mats Åhlfeldt jako Pelle Svanslös
- Ernst-Hugo Järegård jako Elake Måns
- Carl Billquist jako Bill
- Björn Gustafson jako Bull
- Ewa Fröling jako Maja Gräddnos
- Axel Düberg jako Ojciec
- Helena Brodin jako Matka
- Charlie Elvegård jako Laban z Observatorielunden
- Åke Lagergren jako Murre ze Skogstibble
- Lena-Pia Bernhardsson jako Gullan z Arkadii
- Kajsa Bratt jako Birgitta
- Nils Eklund jako Rickard z Rickombergii
- Niklas Rygert jako Olle
- Jan Sjödin jako Fritz
- Gunilla Norling jako Frida
- Sture Hovstadius jako ladugårdsförmannen
- Wallis Grahn jako Gammel-Maja
- Gunnar Ernblad jako Kruk
- Eddie Axberg jako Szczur

## Daty premier[4]
Szwedzka premiera Pelle Svanslös miała miejsce 25 grudnia 1981. Poniżej przedstawiono daty premier w innych państwach.
- Finlandia: 5 listopada 1982
- Hiszpania: 12 października 1983 (premiera TV)
- Węgry: 29 listopada 1984
- Australia: 21 sierpnia 1986

## Tytuły[4]
- Brazylia: Peter Sem Rabo
- Dania: Pelle Haleløs
- Hiszpania: Pedro sin cola
- Finlandia: Pekka Töpöhäntä
- Francja: Peter le chat
- Niemcy Zachodnie: Pelle Ohneschwanz
- Norwegia: Pelle Svanseløs
- USA: Peter-No-Tail